# Mainhausen
Mainhausen település Németországban, Hessen tartományban. Lakosainak száma 9748 fő (2023. december 31.). Mainhausen Kleinostheim, Karlstein am Main és Stockstadt am Main községekkel határos.

## Népesség
A település népességének változása:
| Lakosok száma | 8981 | 9319 | 9488 | 9659 | 9897 | 9748 |
|               | 2014 | 2017 | 2019 | 2021 | 2022 | 2023 |